# Gueorgui Brusílov

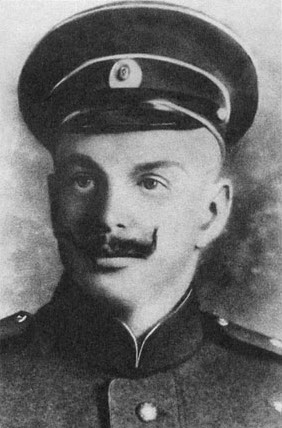
Brusílov

Gueorgui Lvóvich Brusílov (del ruso: Гео́ргий Льво́вич Бруси́лов); en ucraniano: Георгій Львович Брусилів o Hrihori Brusílov (Nikoláyev, Imperio ruso (hoy Mykolaiv, Ucrania) 19 de mayo de 1884-1914) fue un oficial naval ruso-ucraniano de la Marina Imperial Rusa y explorador del Ártico. Su padre, Lev Brusílov, también fue un oficial naval.
En 1912, Brusílov dirigió una expedición marítima que tenía como objetivo explorar y trazar una ruta desde el océano Atlántico hasta el Pacífico a través de un pasaje noreste, también llamada la Ruta del Mar del Norte. Su expedición desapareció casi sin dejar rastro, y pese a las búsquedas su destino final fue desconocido hasta 2010.

## Expediciones  árticas
En 1910-1911, Georgui Brusílov participó en una expedición hidrográfica con los  rompehielos Taymyr y Vaygach, visitando el mar de Chukchi y el mar de Siberia Oriental.  En 1912, Brusilov dirigió la conocida como expedición Brusilov en el bergantín St. Anna, que pretendía viajar desde el océano Atlántico hasta el Pacífico por la Ruta del Mar del Norte. Uno de los miembros de la expedición era una enfermera de 22 años de edad, Yerminia Zhdanko, la segunda mujer rusa que iba al Ártico, hija de un general que había sido un héroe en la guerra ruso-japonesa.
A mediados de septiembre, la expedición del capitán Brusílov llegó al mar de Kara atravesando el estrecho de Yugor, pero pronto quedó bloqueado por el hielo cerca de la costa occidental de la península de Yamal, yendo sin remedio a la deriva hacia el norte. Brusilov invernó con la esperanza de ver su barco liberado en el deshielo del año siguiente. Sin embargo, llegó el verano de 1913 y el St. Anna permaneció atrapado  en el hielo marino. Siguió a la deriva en el hielo, más al norte, dejando el mar de Kara y entrando en el océano Ártico. Brusílov enfermó y estuvo en cama durante meses. Muchos miembros de la tripulación sucumbieron ante el escorbuto.
En la primavera de 1914, algunos de los tripulantes del St.Anna, dirigidos por el teniente Valerián Albánov, abandonaron el barco y trataron de caminar hacia el sur sobre el hielo a la deriva. Los únicos dos sobrevivientes —el propio Albánov y el marinero Alexander Konrad— lograron llegar al cabo Flora, en el archipiélago de la Tierra de Francisco José. Allí fueron rescatados por la expedición de Georgui Sedov en el barco St. Foka.
La casi imposible tarea de buscar a Brusílov (así como también a otra expedición desaparecida de manera similar, la del geólogo Vladímir Rusánov) se encomendó a Otto Sverdrup con el buque Eklips en 1914-15. Sus esfuerzos no tuvieron éxito y la suerte de la expedición Brusílov fue desconocida hasta 2010.
En 2010, unos exploradores anunciaron que habían encontrado los huesos de un miembro de la tripulación de la expedición Brusílov.  Más tarde, también en 2010, se anunció el hallazgo de un libro de registro de un miembro de la tripulación y varios otros artefactos.